# Cikadueun
Cikadueun is een bestuurslaag in het regentschap Pandeglang van de provincie Banten, Indonesië. Cikadueun telt 2655 inwoners (volkstelling 2010).

## Foto's

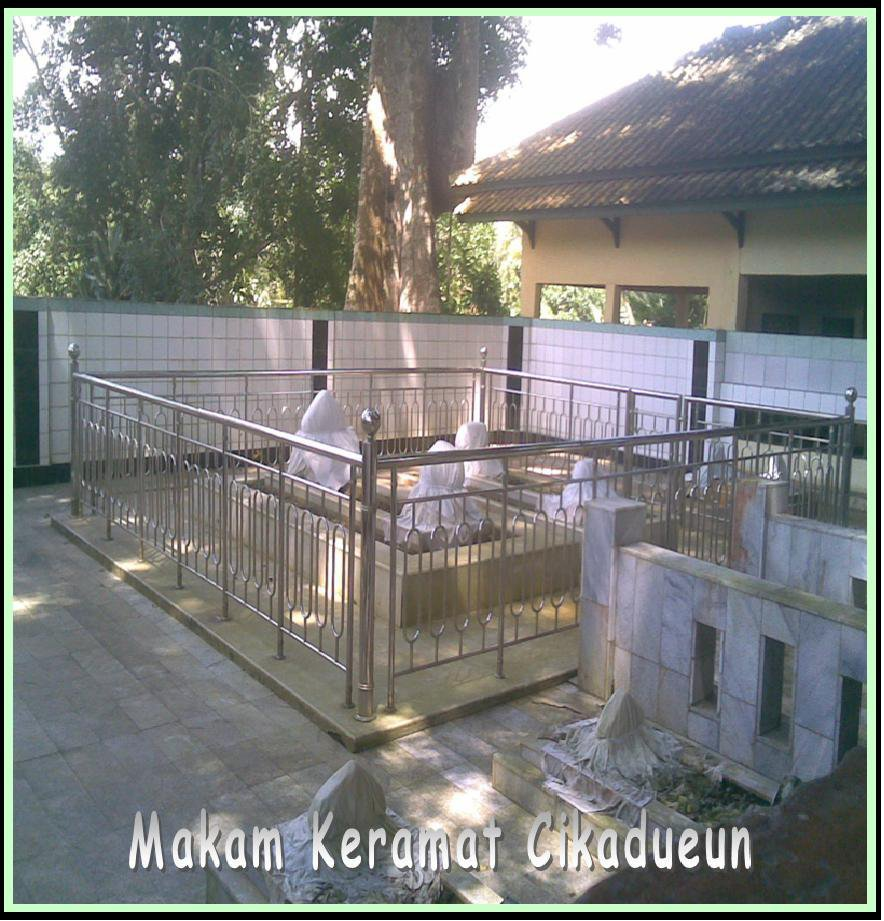
Heilige Graf Cikadueun